# Saison 2007 de l'équipe cycliste T-Mobile
L'Équipe cycliste T-Mobile participait en 2007 au ProTour.

## Départs et arrivées
| Arrivées | Équipe 2006 |
| -------- | ----------- |
|          |             |

| Départs          | Équipe 2007                            |
| ---------------- | -------------------------------------- |
| Bastiaan Giling  | Wiesenhof                              |
| Sergueï Ivanov   | Astana                                 |
| Matthias Kessler | Astana                                 |
| Andreas Klöden   | Astana                                 |
| Bernhard Kohl    | Gerolsteiner                           |
| Jörg Ludewig     | Wiesenhof                              |
| Eddy Mazzoleni   | Astana                                 |
| Daniele Nardello | LPR                                    |
| Olaf Pollack     | Wiesenhof                              |
| Jan Schaffrath   | retraite (directeur sportif, T-Mobile) |
| Bram Schmitz     | Van Vliet - EBH Advocaten              |
| Óscar Sevilla    | Relax-GAM                              |
| Jan Ullrich      | retraite                               |
| Steffen Wesemann | Wiesenhof                              |

## Effectif
| Cycliste                    | Date de naissance | Nationalité        | Équipe 2006            |
| --------------------------- | ----------------- | ------------------ | ---------------------- |
| Eric Baumann                | 21.03.1980        | Allemagne          | T-Mobile               |
| Michael Barry               | 18.12.1975        | Canada             | Discovery Channel      |
| Lorenzo Bernucci (suspendu) | 15.09.1979        | Italie             | T-Mobile               |
| Marcus Burghardt            | 30.06.1983        | Allemagne          | T-Mobile               |
| Mark Cavendish              | 21.05.1986        | Royaume-Uni        | Sparkasse              |
| Gerald Ciolek               | 19.09.1986        | Allemagne          | Wiesenhof              |
| Scott Davis                 | 22.04.1979        | Australie          | T-Mobile               |
| Bernhard Eisel              | 17.02.1981        | Autriche           | Française des jeux     |
| Linus Gerdemann             | 16.09.1982        | Allemagne          | CSC                    |
| Bert Grabsch                | 19.06.1975        | Allemagne          | Phonak                 |
| André Greipel               | 16.07.1982        | Allemagne          | T-Mobile               |
| Giuseppe Guerini            | 14.02.1970        | Italie             | T-Mobile               |
| Roger Hammond               | 30.01.1974        | Royaume-Uni        | Discovery Channel      |
| Adam Hansen                 | 11.05.1981        | Australie          |                        |
| Gregory Henderson           | 10.09.1976        | Nouvelle-Zélande   | Healt Net              |
| Serhiy Honchar (suspendu)   | 03.07.1970        | Ukraine            | T-Mobile               |
| Kim Kirchen                 | 03.07.1978        | Luxembourg         | T-Mobile               |
| Andreas Klier               | 15.01.1976        | Allemagne          | T-Mobile               |
| Servais Knaven              | 06.03.1971        | Pays-Bas           | Quick Step             |
| André Korff                 | 04.06.1973        | Allemagne          | T-Mobile               |
| Axel Merckx                 | 08.08.1972        | Belgique           | Phonak                 |
| Aaron Olsen                 | 11.01.1978        | États-Unis         | Saunier Duval - Prodir |
| Jakob Piil                  | 09.03.1973        | Danemark           | CSC                    |
| Marco Pinotti               | 25.02.1976        | Italie             | Saunier Duval - Prodir |
| František Raboň             | 26.09.1983        | République tchèque | T-Mobile               |
| Michael Rogers              | 20.12.1979        | Australie          | T-Mobile               |
| Stephan Schreck             | 15.07.1978        | Allemagne          | T-Mobile               |
| Patrik Sinkewitz (suspendu) | 20.10.1980        | Allemagne          | T-Mobile               |
| Thomas Ziegler              | 24.11.1980        | Allemagne          | T-Mobile               |

## Victoires
Victoires sur le ProTour
| Date       | Course                        | Pays               | Classe | Vainqueur        |
| ---------- | ----------------------------- | ------------------ | ------ | ---------------- |
| 11/04/2007 | Gand-Wevelgem                 | Belgique           | PT     | Marcus Burghardt |
| 22/05/2007 | 2e étape du Tour de Catalogne | Espagne            | PT     | Mark Cavendish   |
| 26/05/2007 | 6e étape du Tour de Catalogne | Espagne            | PT     | Mark Cavendish   |
| 14/07/2007 | 7e étape du Tour de France    | France             | PT     | Linus Gerdemann  |
| 23/07/2007 | 15e étape du Tour de France   | France             | PT     | Kim Kirchen      |
| 15/08/2007 | 6e étape du Tour d'Allemagne  | Allemagne          | PT     | Gerald Ciolek    |
| 16/08/2007 | 7e étape du Tour d'Allemagne  | Allemagne          | PT     | Gerald Ciolek    |
| 18/08/2007 | 9e étape du Tour d'Allemagne  | Allemagne          | PT     | Gerald Ciolek    |
| 24/08/2007 | 2e étape de l'Eneco Tour      | Belgique/ Pays-Bas | PT     | Mark Cavendish   |
| 08/09/2007 | 8e étape du Tour d'Espagne    | Espagne            | PT     | Bert Grabsch     |
| 14/09/2007 | 13e étape du Tour d'Espagne   | Espagne            | PT     | Andreas Klier    |

Victoires sur les Circuits Continentaux
| Date         | Course                                         | Pays             | Classe           | Vainqueur |
| ------------ | ---------------------------------------------- | ---------------- | ---------------- | --------- |
| 22 février   | 2e étape du Tour de l'Algarve                  | Portugal         | Bernhard Eisel   |           |
| 18 avril     | Grand Prix de l'Escaut                         | Belgique         | Mark Cavendish   |           |
| 27 avril     | 3e étape du Tour de Basse-Saxe                 | Allemagne        | Gerald Ciolek    |           |
| 1er mai      | Rund um den Henninger Turm Frankfurt           | Allemagne        | Patrik Sinkewitz |           |
| 10 mai       | 3e étape des Quatre Jours de Dunkerque         | France           | Mark Cavendish   |           |
| 13 mai       | 6e étape des Quatre Jours de Dunkerque         | France           | Mark Cavendish   |           |
| 20 mai       | Classement final du Tour de Rhénanie Palatinat | Allemagne        | Mark Cavendish   |           |
| 3 juin       | Commerce Bank Lancaster Classic                | États-Unis       | Bernhard Eisel   |           |
| 7 juin       | Commerce Bank Reading Classic                  | États-Unis       | Bernhard Eisel   |           |
| 22 juin      | 4e étape du Ster Elektrotoer                   | Pays-Bas         | Mark Cavendish   |           |
| 9 juillet    | 2e étape du Tour d'Autriche                    | Autriche         | Gerald Ciolek    |           |
| 15 juillet   | 8e étape du Tour d'Autriche                    | Autriche         | Gerald Ciolek    |           |
| 25 juillet   | 1e étape du Tour de Saxe                       | Allemagne        | André Greipel    |           |
| 26 juillet   | 2e étape du Tour de Saxe                       | Allemagne        | André Greipel    |           |
| 27 juillet   | 3e étape du Tour de Saxe                       | Allemagne        | Eric Baumann     |           |
| 29 juillet   | 5e étape du Tour de Saxe                       | Allemagne        | Stephan Schreck  |           |
| 5 août       | 5e étape du Tour du Danemark                   | Danemark         | Mark Cavendish   |           |
| 9 septembre  | Prologue du Tour de Grande-Bretagne            | Royaume-Uni      | Mark Cavendish   |           |
| 10 septembre | 1re étape du Tour de Grande-Bretagne           | Royaume-Uni      | Mark Cavendish   |           |
| 19 septembre | 1re étape du Drei-Länder-Tour                  | Allemagne        | Gerald Ciolek    |           |
| 21 septembre | 3e étape du Drei-Länder-Tour                   | Allemagne        | Marcus Burghardt |           |
| 23 septembre | 5e étape du Drei-Länder-Tour                   | Allemagne        | Marcus Burghardt |           |
| 6 octobre    | 3e étape du Circuit franco-belge               | Belgique/ France | Mark Cavendish   |           |

Championnats nationaux
| Date       | Course                                   | Pays      | Classe | Vainqueur      |
| ---------- | ---------------------------------------- | --------- | ------ | -------------- |
| 01/07/2007 | Championnat d'Allemagne contre-la-montre | Allemagne | CN     | Bert Grabsch   |
| 01/07/2007 | Championnat d'Italie contre-la-montre    | Italie    | CN     | Marco Pinotti* |

(Marco Pinotti a été sacré Champion d'Italie du contre-la-montre à la suite du déclassement de Luca Ascani.)

## Classements UCI ProTour

### Individuel
| Rang | Coureur          | Points |
| ---- | ---------------- | ------ |
| 8    | Kim Kirchen      | 165    |
| 47   | Roger Hammond    | 45     |
| 54   | Michael Rogers   | 42     |
| 56   | Marcus Burghardt | 41     |
| 67   | Gerald Ciolek    | 34     |
| 106  | Mark Cavendish   | 11     |
| 116  | Linus Gerdemann  | 10     |
| 123  | Marco Pinotti    | 8      |
| 129  | Bert Grabsch     | 8      |
| 134  | Andreas Klier    | 8      |
| 165  | Axel Merckx      | 5      |

### Équipe
L'équipe T-Mobile a terminé à la 13e place avec 212 points.